# Apóstolos Karanastásis
Apóstolos Karanastásis (en grec Απόστολος Καραναστάσης), né le 24 janvier 1958 à Lamía en Grèce, est un homme politique grec.

## Biographie
Aux élections législatives grecques de janvier 2015, il est élu député au Parlement grec sur la liste de la SYRIZA dans la circonscription de la Phthiotide.